# Synergonomi
Synergonomi är ergonomi utifrån ögats förutsättningar. I synergonomi ingår bland annat hur man utformar tillgången av dagsljus, inomhusbelysning, glasögon och arbetsuppgiften för att underlätta för våra ögon.
International Ergonomics Association (IEA) är en internationell ergonomiorganisation, och deras vedertagna definition av synergonomi är (översatt till svenska):
"Synergonomi är den multidisciplinära vetenskapen som handlar om förståelsen av människans synprocesser och interaktionen mellan människor och andra element i ett system. Synergonomi applicerar teorier, kunskaper och metoder för design och utvärdering av system i syfte att optimera människans välbefinnande samt övergripande systemprestationer. Relevanta ämnen inkluderar bland annat: synmiljön såsom belysning, synkrävande arbete och andra uppgifter; synfunktion och prestationer; synkomfort och säkerhet; optisk korrektion och andra synstödjande åtgärder."
Synergonomi är ett område som Institutionen för designvetenskaper på Ingvar Kamprad Designcentrum vid Lunds Tekniska högskola bedriver forskning inom.